# Ptychatractidae
Famille
Les Ptychatractidae sont une famille de mollusques gastéropodes prosobranches de l'ordredes Neogastropoda.

## Liste des genres
Selon World Register of Marine Species (19 janvier 2021) :
- genre Egestas Finlay, 1926
- genre Exilia Conrad, 1860
- genre Exilioidea Grant & Gale, 1931
- genre Metzgeria Norman, 1879
- genre Ptychatractus Stimpson, 1865